# Eurotas (fill de Miles)

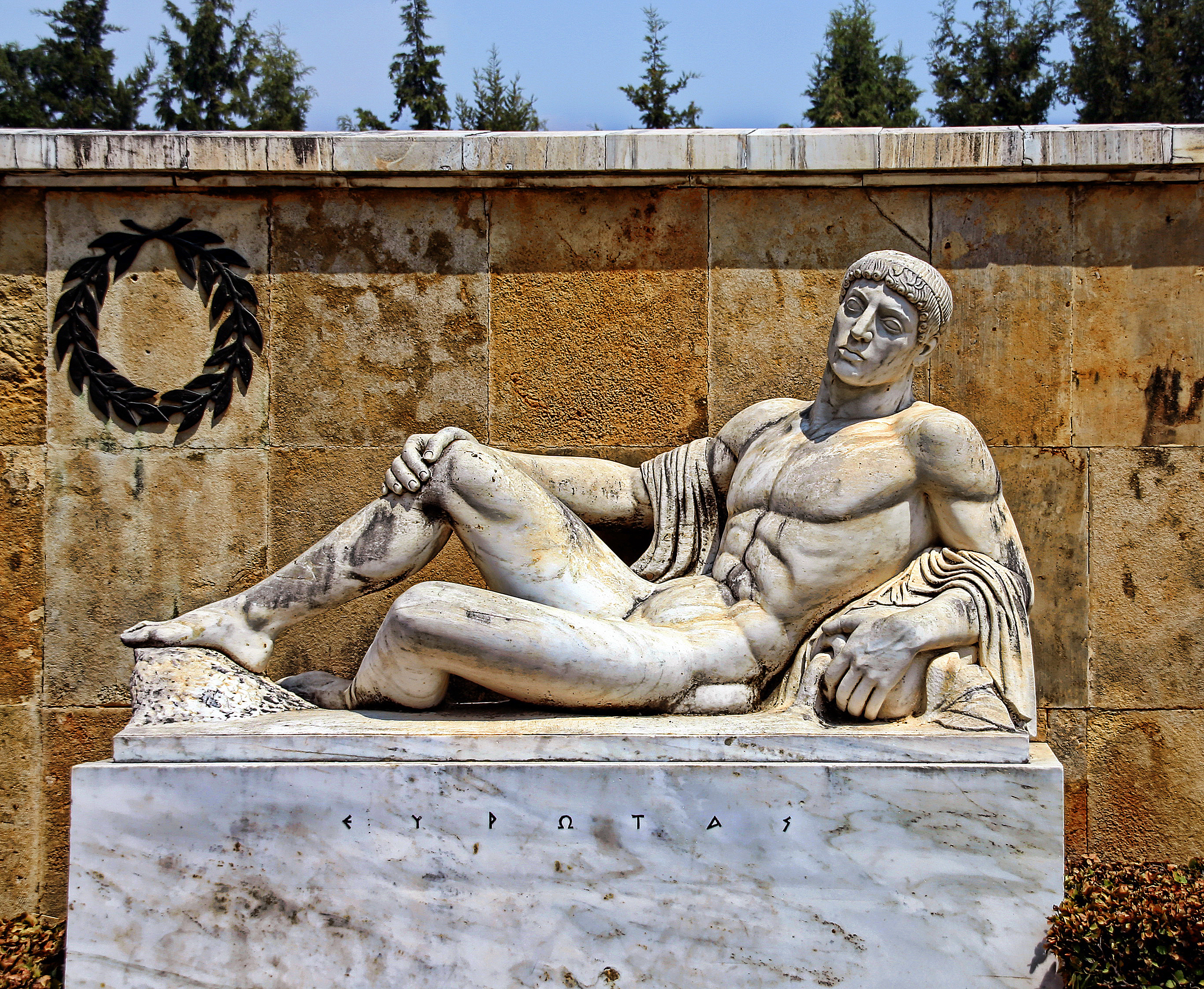
Eurotas

Segons la mitologia grega, Eurotas (en grec antic Εὐρώτας) va ser un rei de Lacònia, fill de Miles. De vegades es diu que era fill de Lèlex, primer rei de Lacònia, que normalment és el seu avi.
Va ser pare d'Esparta, que va donar nom a la ciutat d'Esparta.
Eurotas va donar origen al riu Eurotas, el principal riu de Lacònia, drenant els llacs que existien a la plana.